# ジャン＝ジャック (小惑星)
ジャン＝ジャック (1461 Jean-Jacques) は小惑星帯にあるM型小惑星。マルグリット・ロージェがニース天文台で発見した。
発見者の息子に因んで名付けられた。